# Hrastje (Kranj)
Hrastje is een plaats in de Sloveense gemeente Kranj. De plaats telde 1.041 inwoners op 1 januari 2020.
De plaatselijke kerk is vernoemd naar Matteüs en werd gebouwd in 1508 in een gotische stijl. De eerste verandering aan de kerk was in de 17de eeuw.

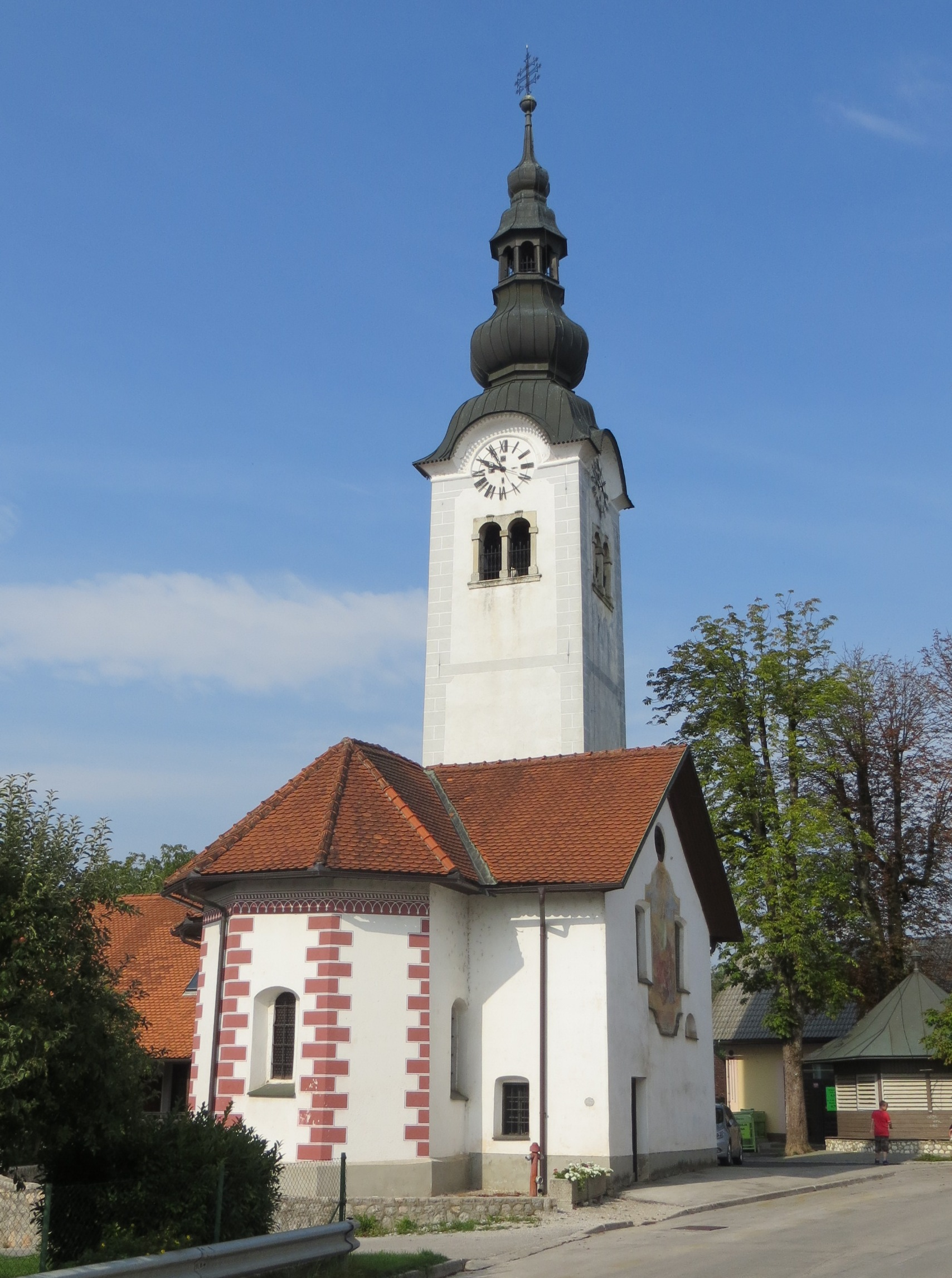
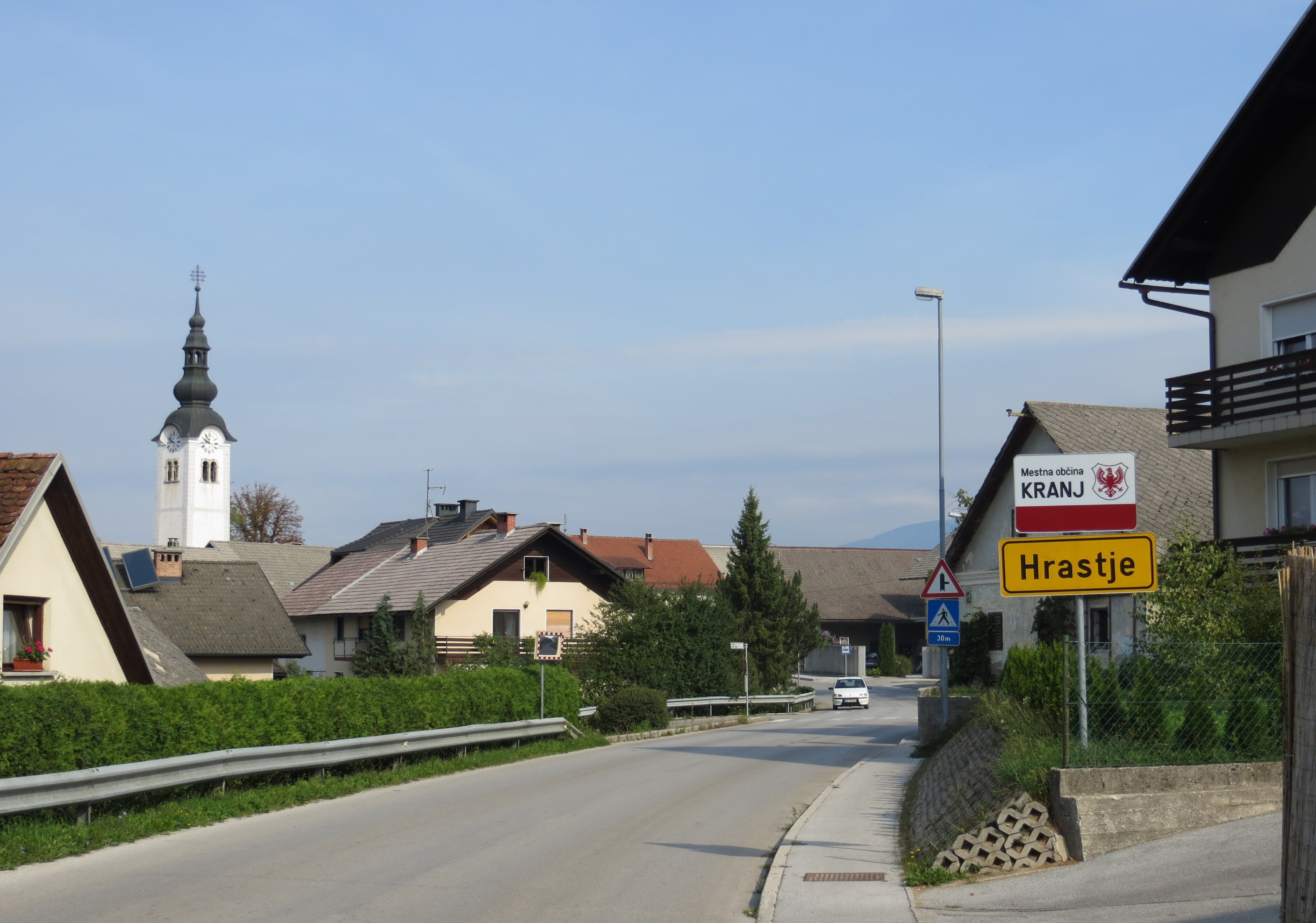